# Gernot Wisser
Gernot Wisser SJ (* 18. Juli 1956 in Mondsee) ist ein österreichischer Jesuit und Rektor des Pontificium Collegium Germanicum et Hungaricum  in Rom.

## Leben
Gernot Wisser ist in Wien aufgewachsen und studierte Architektur (Dipl.-Ing.) an der TU Wien. Er wurde 1974 Mitglied der katholischen österreichischen Hochschulverbindung Amelungia und 2013 der AV Austria Innsbruck, jeweils im ÖCV. Von 1980 bis 1986 war er als Bautechnischer Amtssachverständiger der Niederösterreichischen Landesregierung tätig.
Ab dem Sommersemester 1986 studierte er Theologie, zunächst in Wien, dann in Rom als Seminarist des Germanicums. 1991 empfing er für die Erzdiözese Wien die Priesterweihe, im folgenden Jahr trat er in den Jesuitenorden ein. Nach dem Noviziat war er Kaplan in der Pfarre Lainz-Speising und Redaktionsmitglied der Zeitschrift „entschluss“. 1998 wurde er an der römischen Päpstlichen Universität Gregoriana mit einer Arbeit über postmoderne Kunsttheorien in Theologie promoviert.
Von 1998 an leitete er das Jugend- und Studentenzentrum „Alte Burse“ in Wien I., war ab 2000 Superior der Jesuitenkommunität sowie Geistlicher Assistent des Katholischen Akademikerverbandes und der Katholischen Hochschuljugend Wien. 2003/04 schloss er die ordensinterne Ausbildung mit dem Terziat ab, das ihn nach Berlin und in eine AIDS-Station nach Südafrika führte.
Seit dem 1. September 2004 leitet er als Geschäftsführer das Kardinal König Haus in Wien-Lainz, das seit dem 1. Jänner 2007 als gemeinsames Bildungszentrum der Jesuiten und der Caritas der Erzdiözese Wien geführt wird. Zudem war er seit 2006 Rektor der Ruprechtskirche in Wien I.
Gernot Wisser wurde am 31. Juli 2008 Nachfolger von P. Severin Leitner als österreichischer Provinzial. Seine Amtszeit endete im Sommer 2014, sein Nachfolger ist Bernhard Bürgler.
Nach einem einjährigen Aufenthalt in Südamerika, im Anschluss an seine Zeit als Provinzial, übernahm Gernot Wisser die Universitäts-Pfarrei Innsbruck.
Als Rektor des Pontificium Collegium Germanicum et Hungaricum de Urbe in Rom folgt er dem deutschen Jesuiten Stefan Dartmann.